# Papaver nudicaule
Papaver nudicaule är en vallmoväxtart som beskrevs av Carl von Linné. Papaver nudicaule ingår i släktet vallmor, och familjen vallmoväxter.

## Underarter
Arten delas in i följande underarter:
- P. n. americanum
- P. n. nudicaule
- P. n. aquilegioides
- P. n. microcarpum

## Bildgalleri

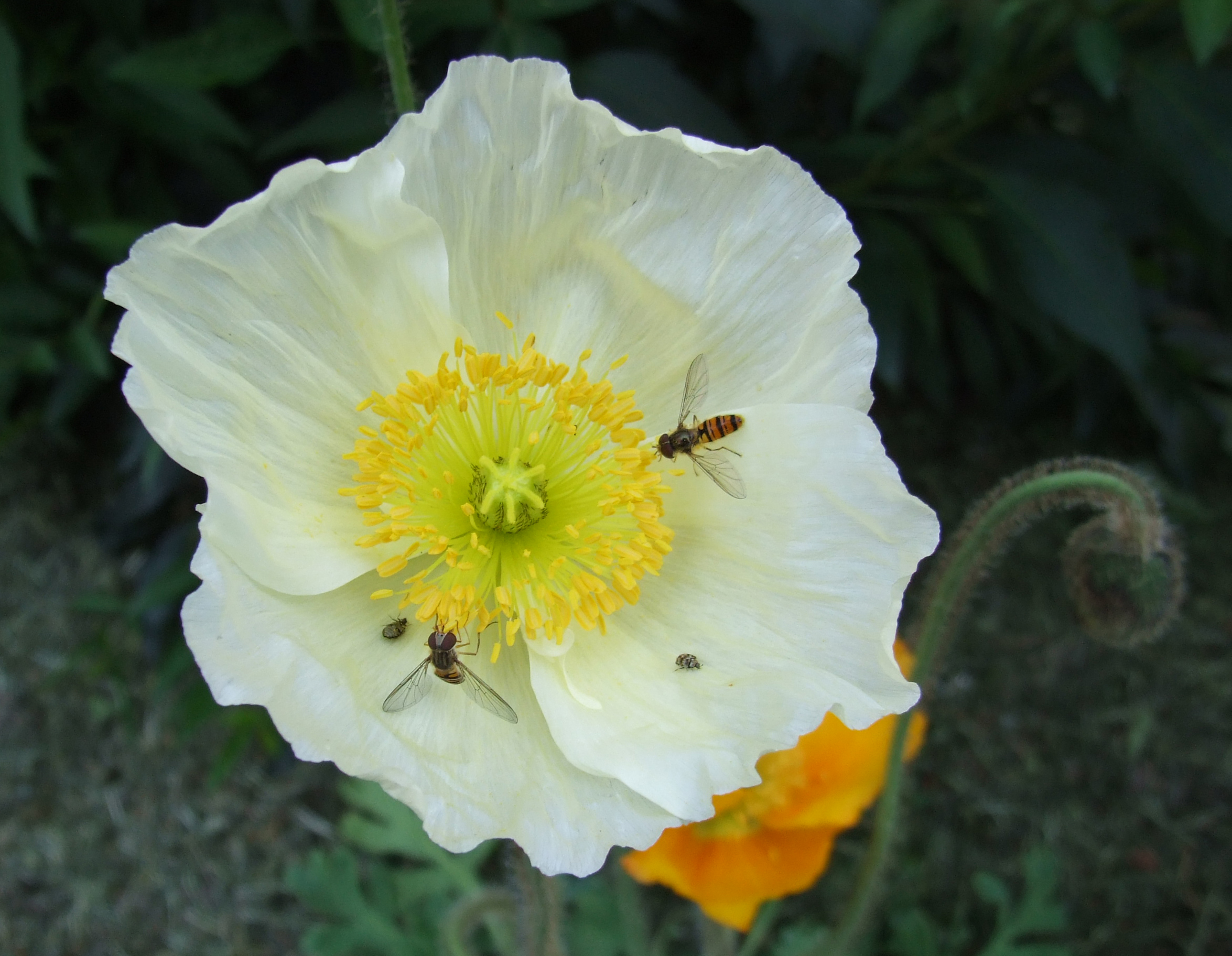
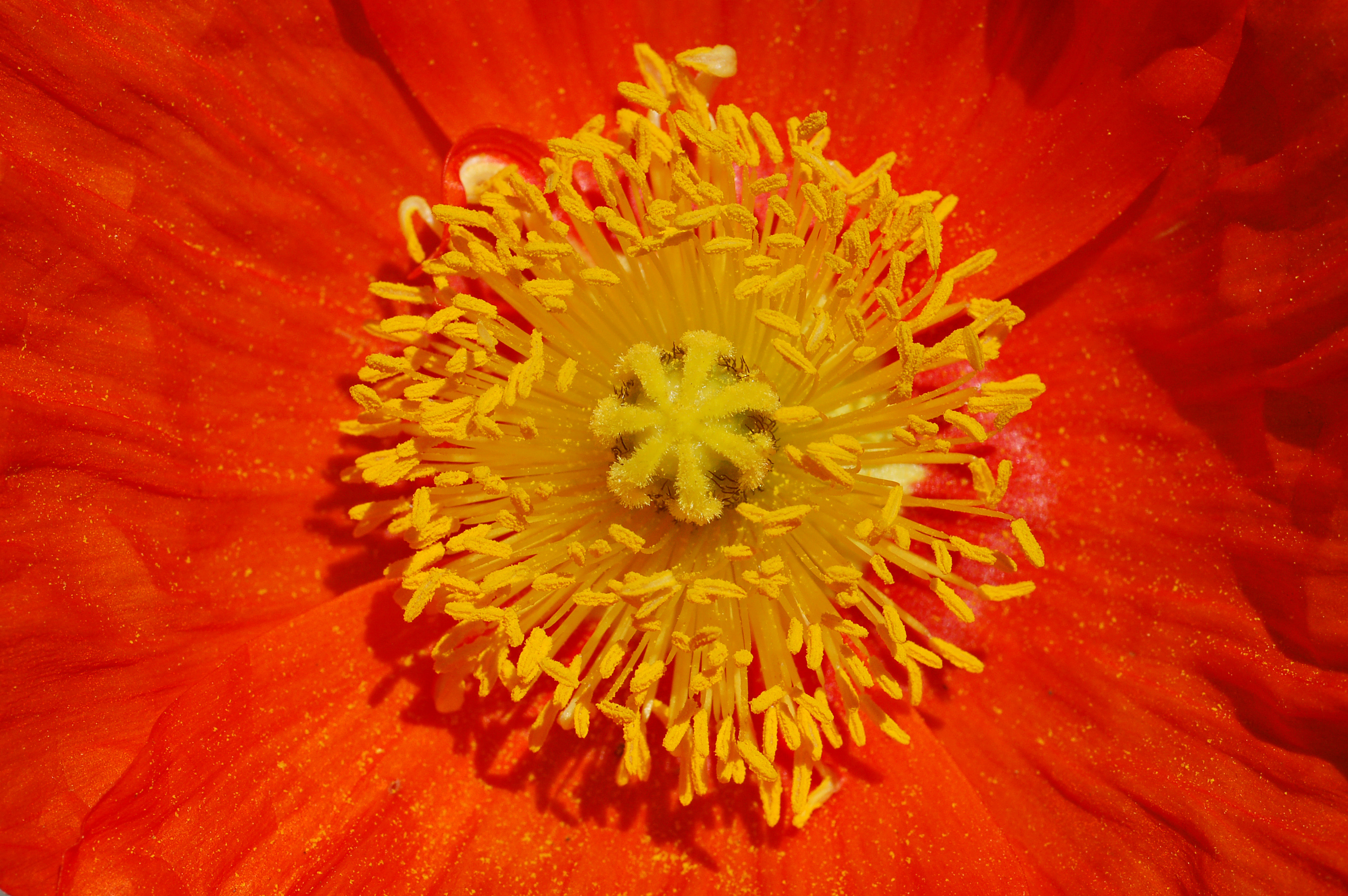
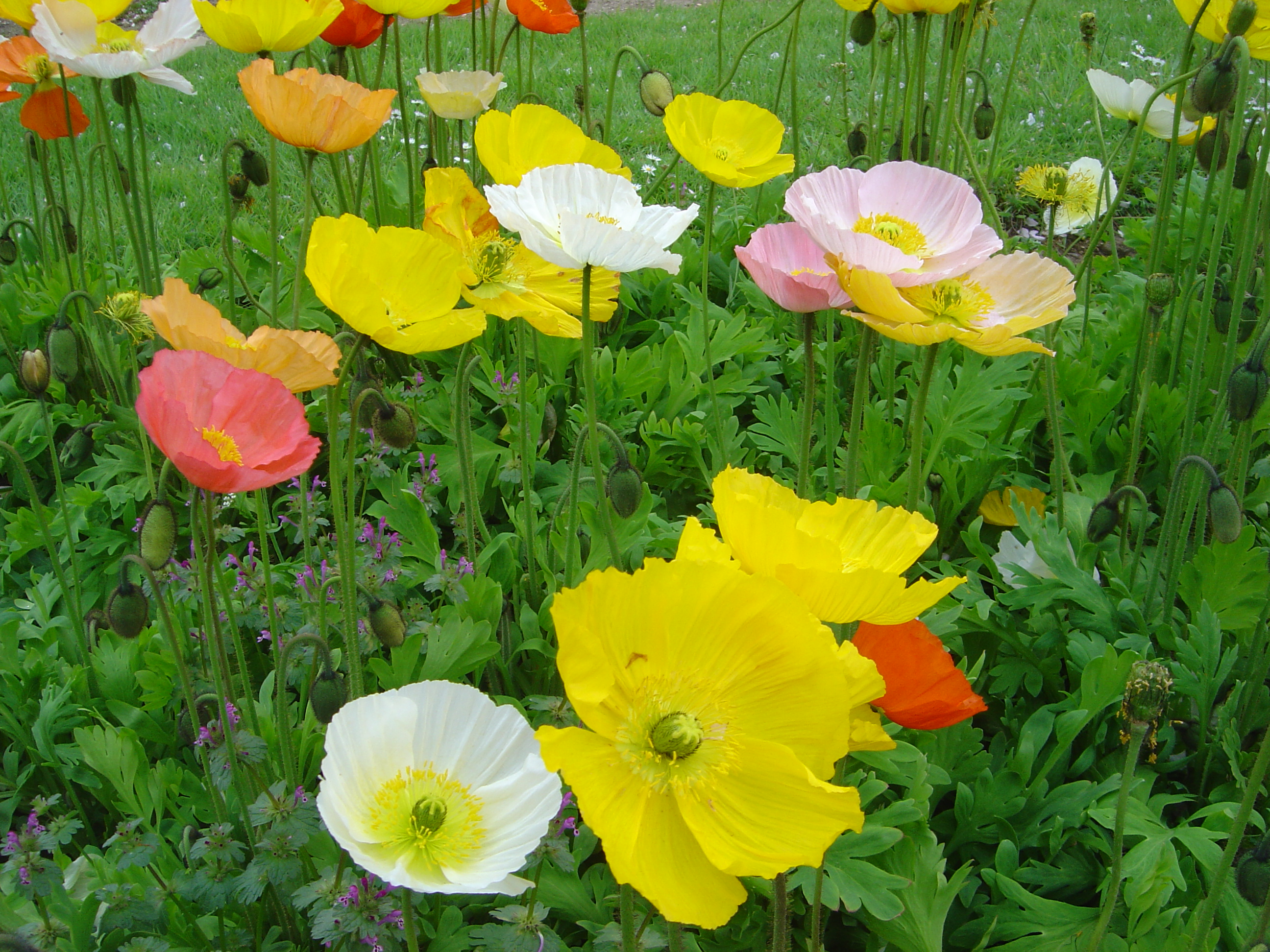
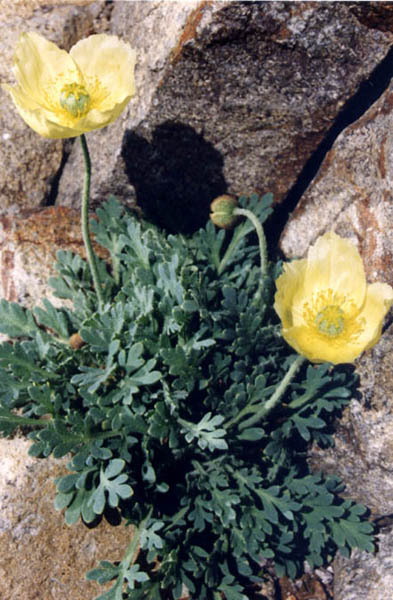
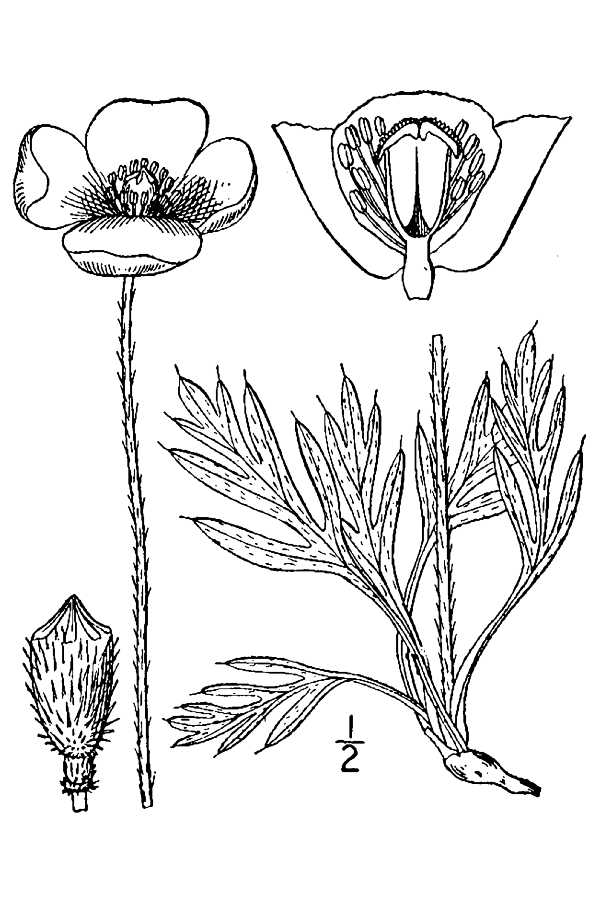
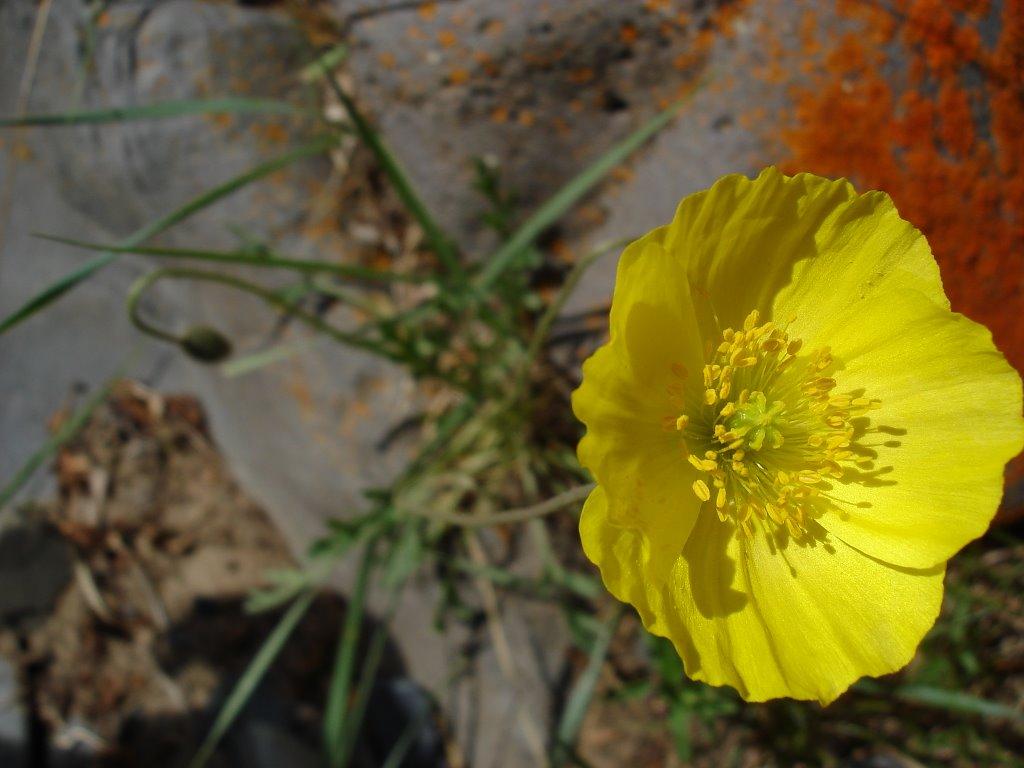